# Vert-le-Petit
Vert-le-Petit là một xã ở tỉnh Essonne trong vùng Île-de-France nước Pháp
The Juine forms part of the commune's southern border, then flows into the Essonne, which forms the commune eastern border.
Theo điều tra dân số năm 1999, dân số xã này là 2.422 người. Ước tính dân số năm 2006 là 2.536.
Danh xưng cư dân địa phương Vert-le-Petit trong tiếng Pháp là Vertois.